# Mazda R360
Mazda R360 – samochód osobowy typu kei-car produkowany przez japońską firmę Mazda w latach 1960–1966. Dostępny jako 2-drzwiowy sedan. Do napędu użyto benzynowego silnika V2 o pojemności 0,4 litra. Moc przenoszona była na oś tylną poprzez 4-biegową manualną bądź 2-biegową automatyczną skrzynię biegów. Samochód został zastąpiony przez model P360.

## Dane techniczne

### Silnik
- V2 0,4 l (356 cm³), 2 zawory na cylinder, OHV
- Układ zasilania: gaźnik
- Średnica cylindra × skok tłoka: 60,00 mm × 63,00 mm
- Stopień sprężania: b/d
- Moc maksymalna: 16 KM (12 kW) przy 5300 obr./min
- Maksymalny moment obrotowy: 22 N•m przy 4200 obr./min

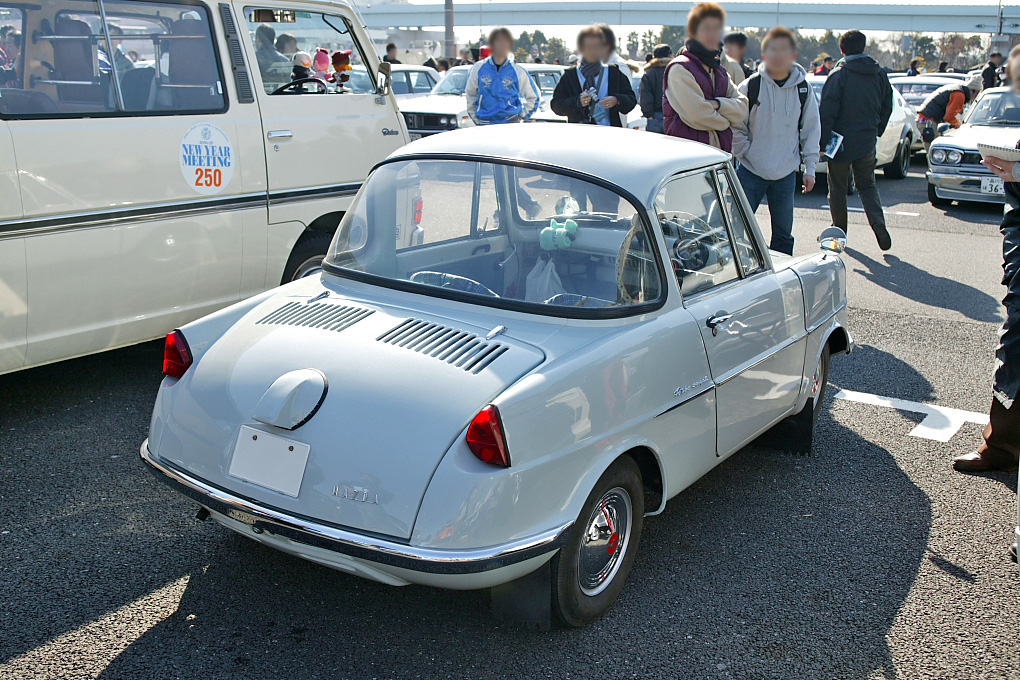
Tył nadwozia

- Prędkość maksymalna: 89 km/h